# Fylloïde
Fylloïden (enkelvoud: fylloïde of fylloied) zijn de platte, bladachtige structuren bij thallofyten ("lagere planten"), waaronder de bruinwieren, roodwieren, levermossen en bladmossen. De stengels bij deze groepen worden aangeduid met de term cauloïde. 
De term fylloïde is een beschrijvende term. Het duidt op de afwezigheid van homologie met 'echte' bladeren bij zaadplanten. 
Net als de bladeren van vaatplanten dienen fylloïden als orgaan voor fotosynthese, ze onderscheiden zich echter door hun eenvoudigere structuur en het ontbreken van echte vaatbundels.

## Algen
Fylloïden komen vooral voor bij fors ontwikkelde algen, zoals roodwieren en veel bruinwieren. Hierin zijn de fylloïden grof en kunnen tot enkele meters groot worden.

Fylloiden bij wieren
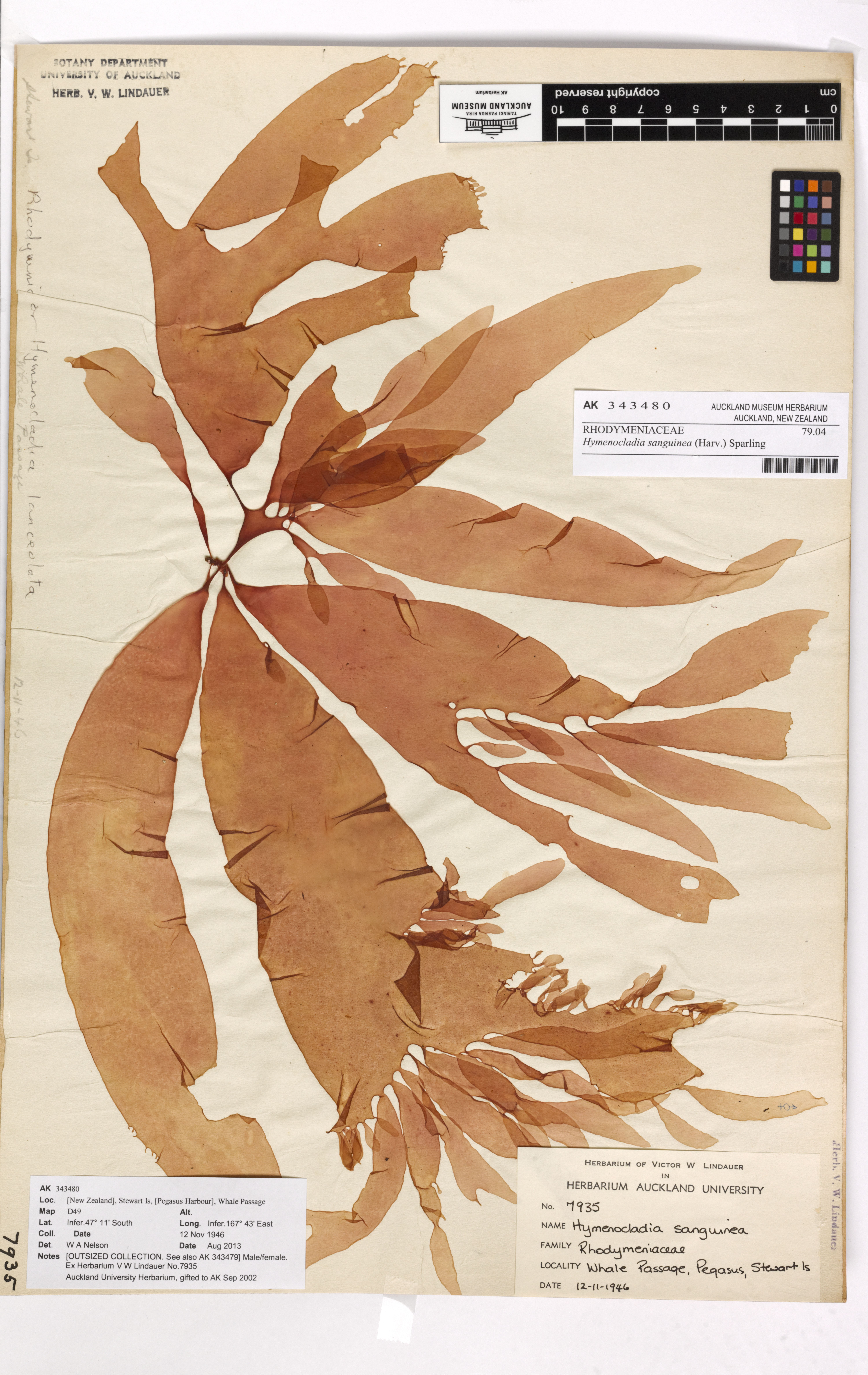
Het roodwier Hymenocladia sanguinea herbarium-exemplaar
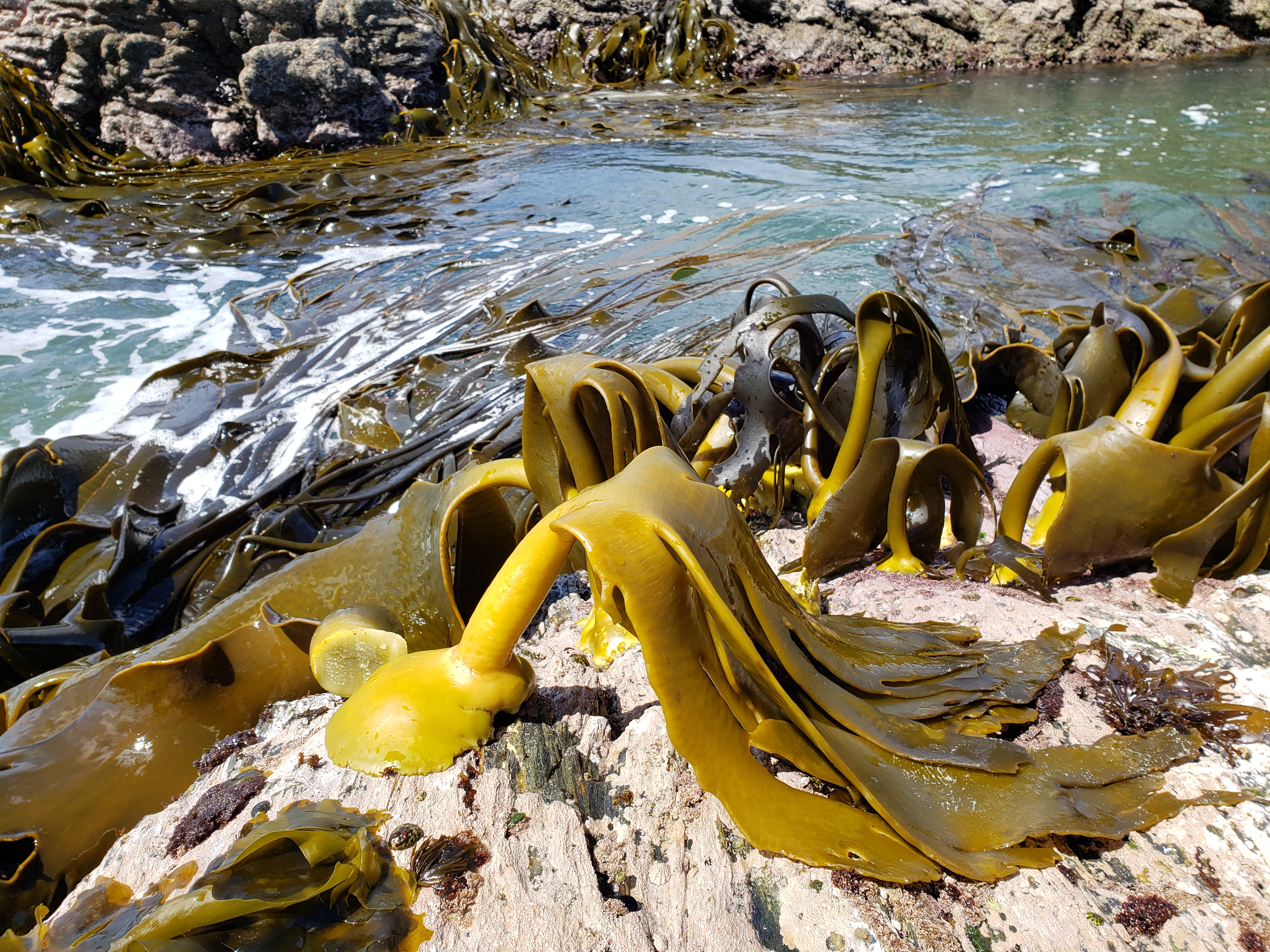
De bruinwieren Durvillaea poha en Durvillaea willana

## Mossen
Ongesteelde fylloïden komen voor in bladmossen en bij veel levermossen, waar de meestal delicate structuren meestal "bladeren" en "blaadjes" worden genoemd. Bij de bebladerde levermossen zijn de fylloïden slechts één cellaag dik en ontbreekt een bladnerf. Bij veel mossen zijn er in de één cellaag dikke bladeren een of twee bladnerven aanwezig van meerdere cellagen dik.

Fylloïden bij levermossen en mossen
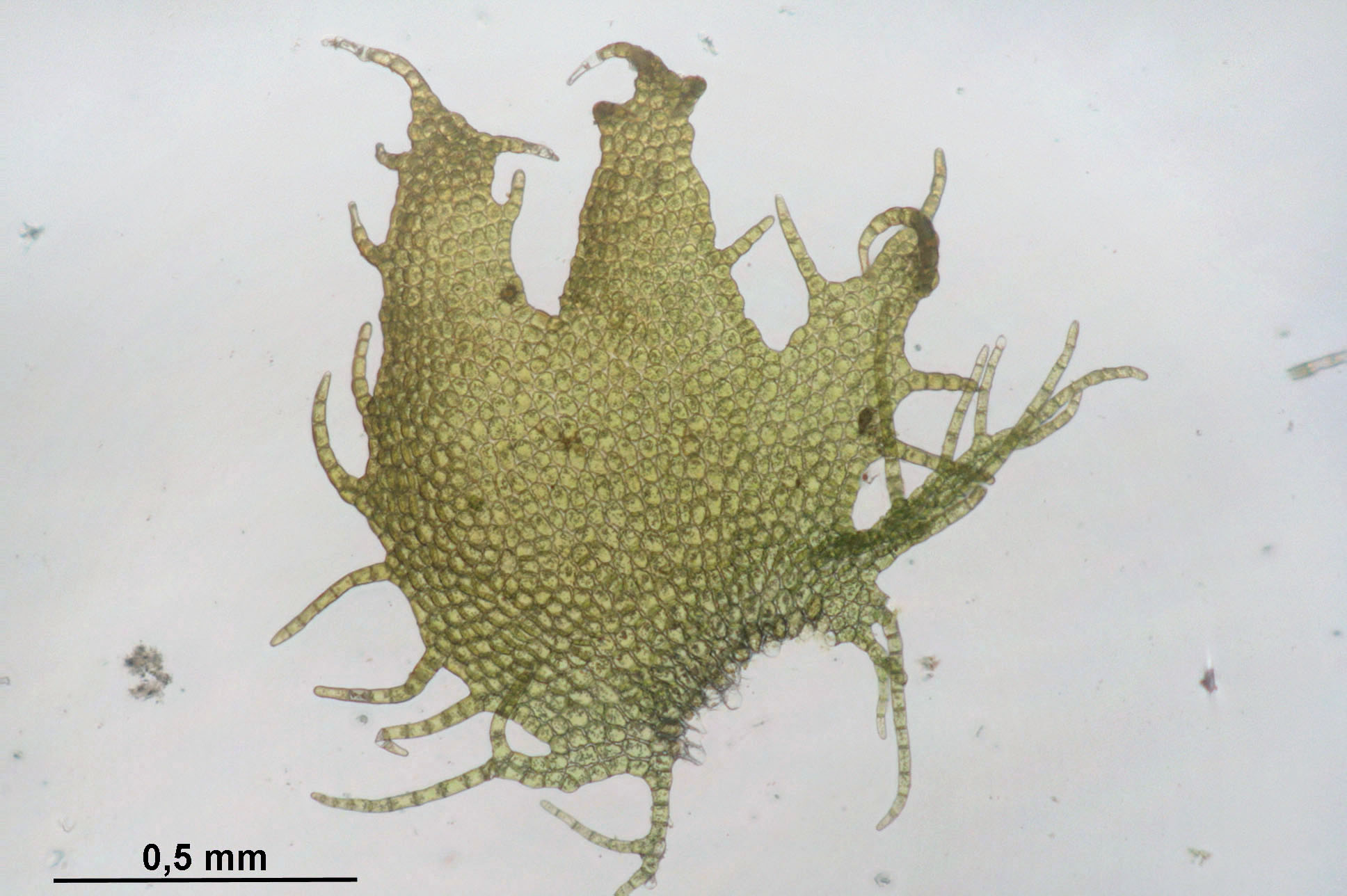
Gelobd blad van 1 cellaag dik van het levermos Ptilidium ciliare
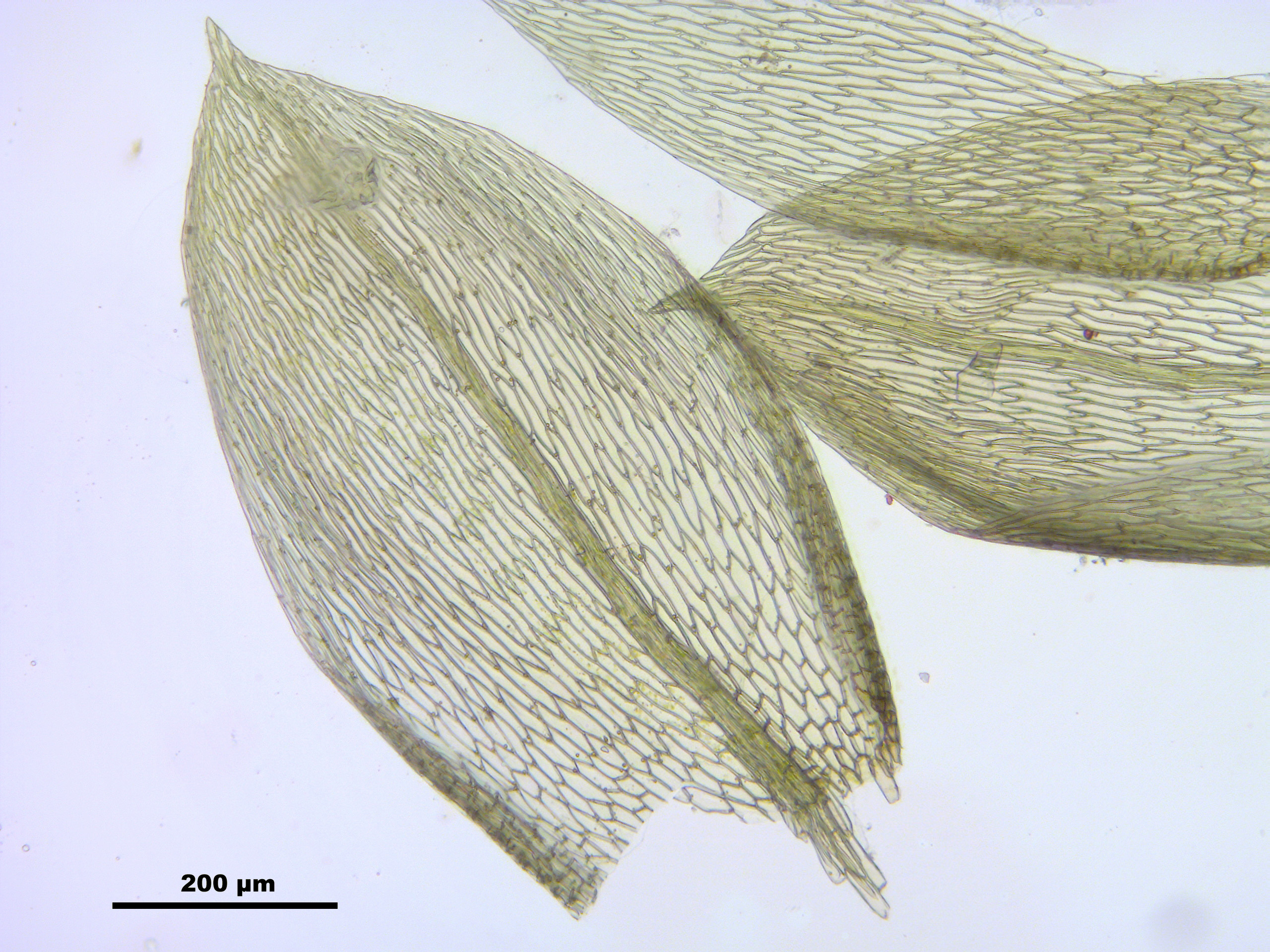
Blad van een mos met een enkele middennerf Anomobryum concinnatum.

## Vaatplanten
Bij vaatplanten komen structuren met een bladachtige vorm voor bij Lycopodiopsida (paardestaartachtigen) en bij Euphyllophyta (planten met echte bladeren).
De bladachtige structuren bij Lycopodiopsida noemt men microfyllen. Microfyllen hebben evolutionair een andere ontstaanswijze, doordat ze zijn ontstaan als uitgroeiingen van de stengelachtige assen. Microfyllen zijn zittend (ongesteeld) en hebben gewoonlijk een enkele bladnerf.

Microfyllen (fylloiden) bij vaatplanten
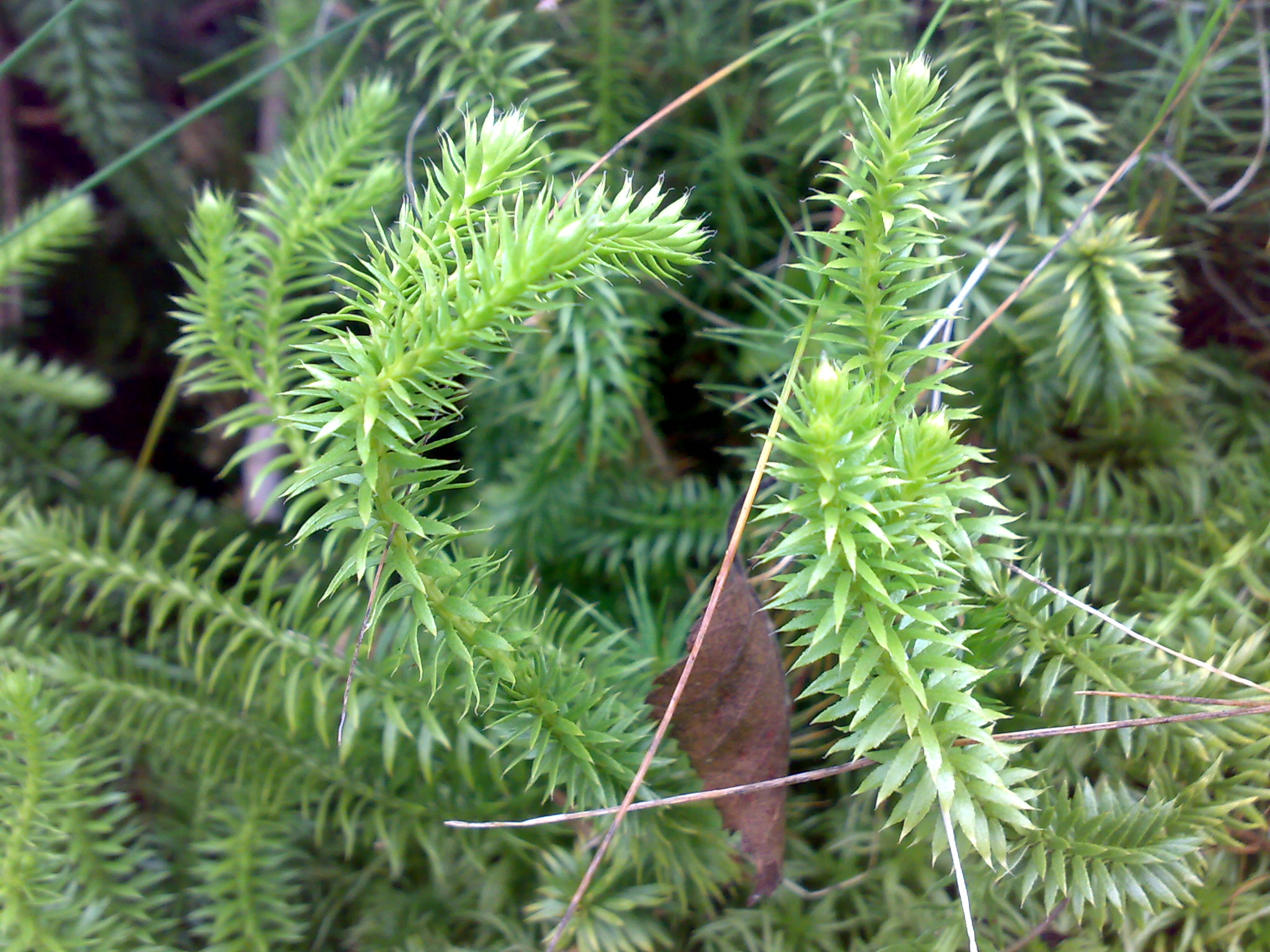
Grote wolfsklauw (Lycopodium clavatum)
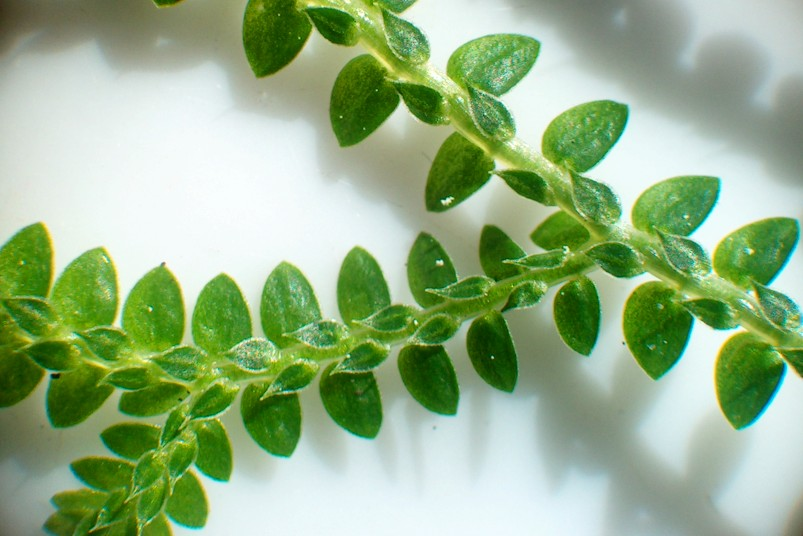
Selaginella apoda met bladdimorfie (anisofyllie)

Bij Euphyllophyta wordt bij varens gesproken van macrofyllen en bij zaadplanten van 'echte' bladeren.

Macrofyllen bij varens
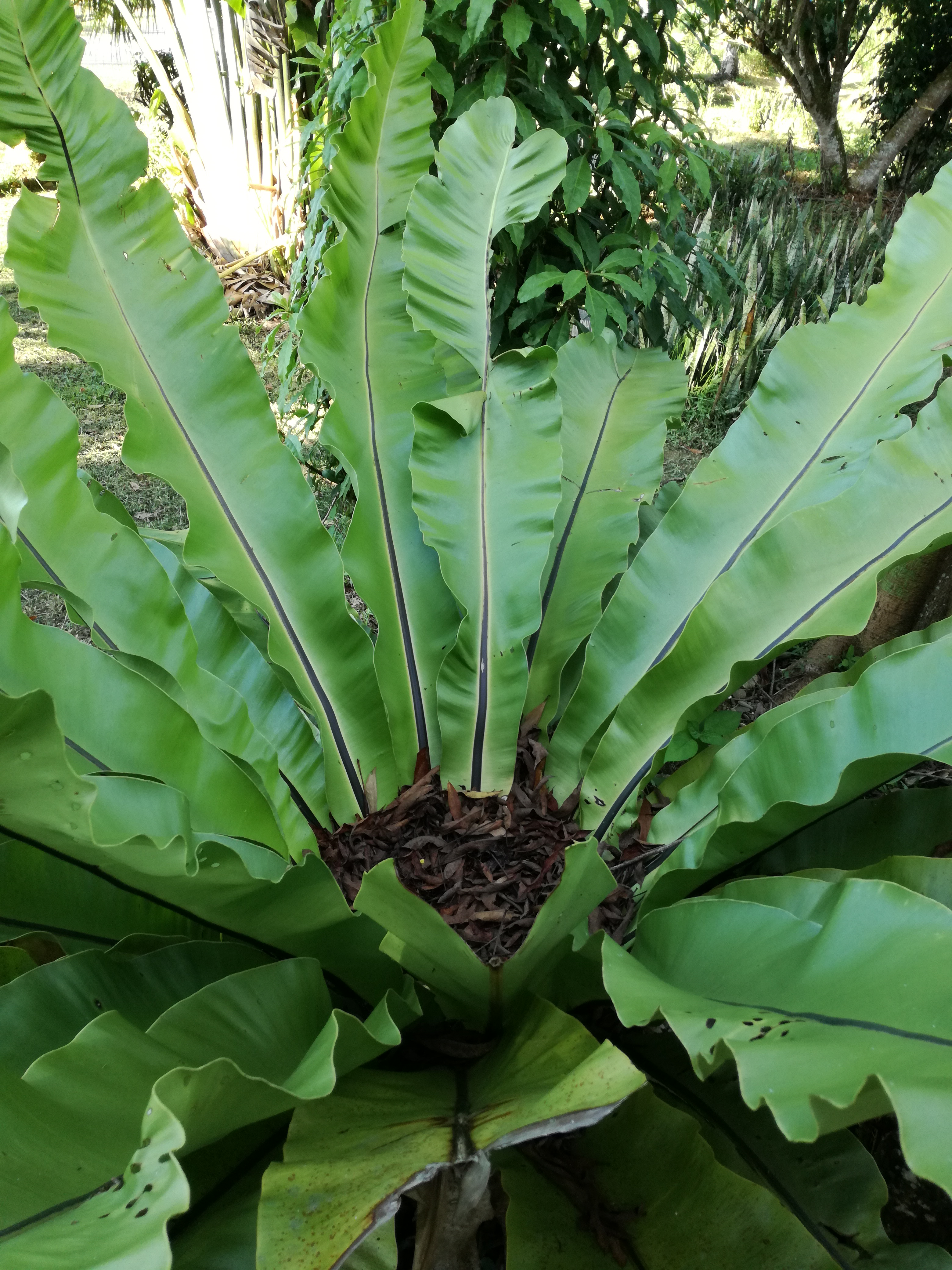
Nestvaren (Asplenium nidus) met ongedeelde bladen
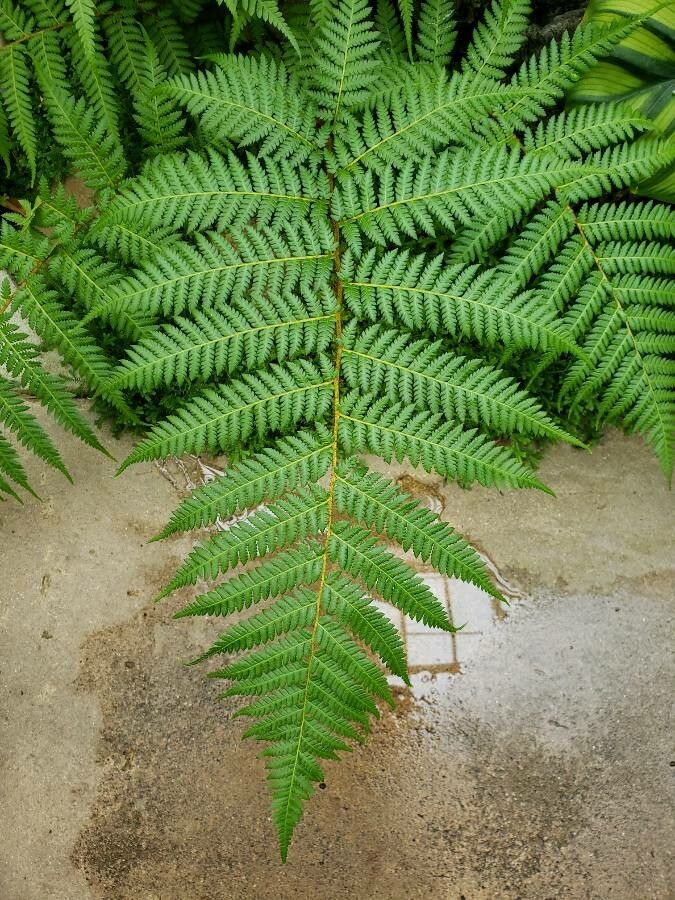
Dubbel geveerd varenblad bij Balantium antarcticum
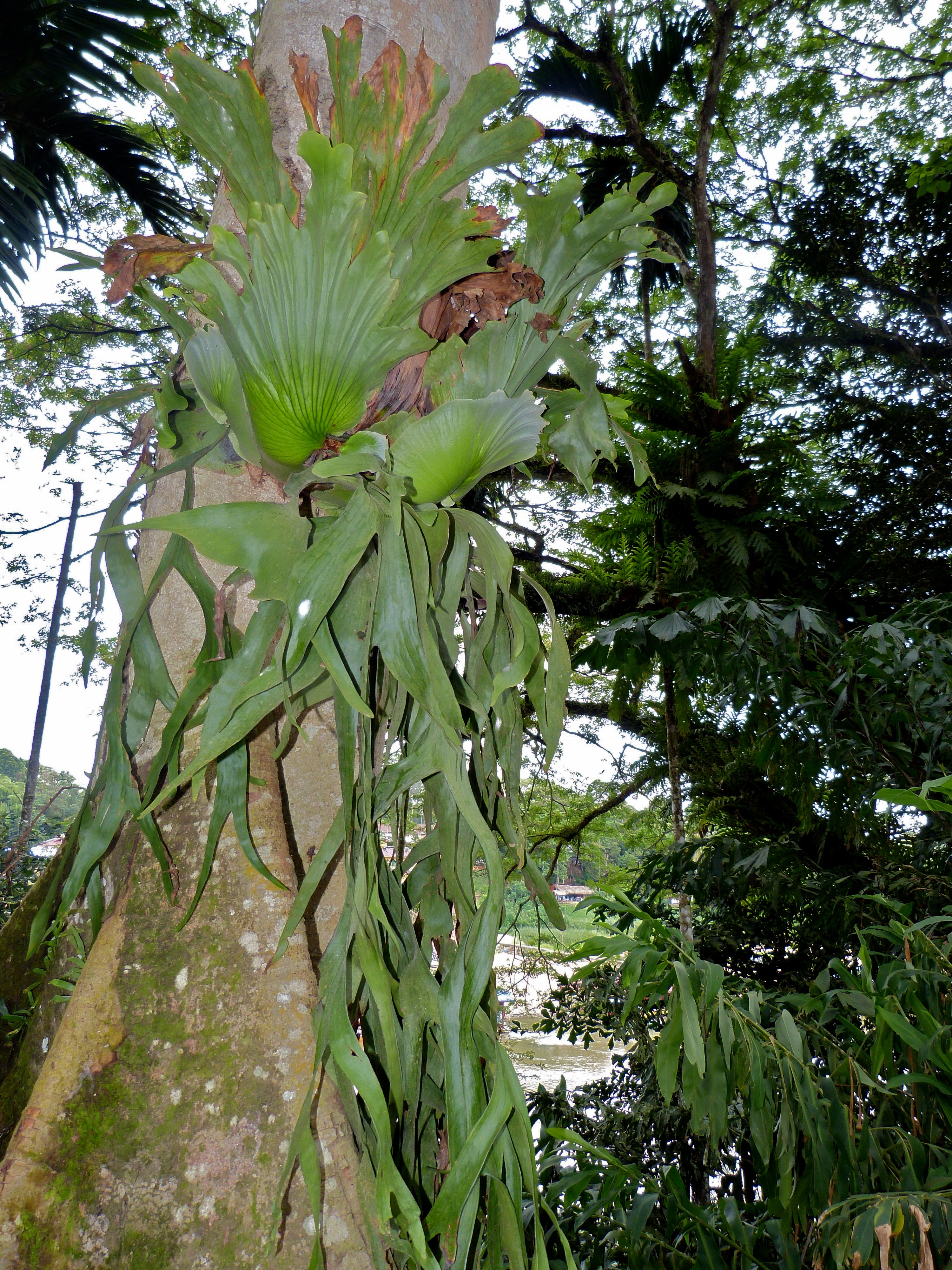
Een hertshoornvaren (Platycerium coronarium) met steriele bladeren en fertiele bladeren